# Банда Чикаго
«Банда Чикаго» или «Эхо-Бумеры» (англ. Echo Boomers) — художественный фильм американского режиссёра Сета Савоя по оригинальному сценарию. В главных ролях — Патрик Шварценеггер, Алекс Петтифер и Майкл Шеннон. В прокат фильм вышел 13 ноября 2020 года.

## Сюжет
В разгар экономического кризиса юный выпускник провинциального колледжа Лэнс Саттерленд прибывает в Чикаго. Его кузен Джек обещает помощь в поисках работы. Однако компания из пяти молодых ребят оказывается бандой грабителей.

## В ролях
| Актёр               | Роль                                              |
| ------------------- | ------------------------------------------------- |
| Патрик Шварценеггер | Лэнс Саттерленд специалист по предметам искусства |
| Алекс Петтифер      | Эллис Бек главарь                                 |
| Хейли Ло            | Элла Такер подруга главаря                        |
| Джайлз Гири         | Джек кузен Лэнса                                  |
| Оливер Купер        | Стюарт грузчик                                    |
| Майк Хэттон         | Джонни водитель                                   |
| Майкл Шеннон        | Мэл Донелли скупщик краденного                    |
| Лесли Энн Уоррен    | автор журналистского расследования                |

## Критика
Если эксперты оценили фильм в основном негативно (на сайте Rotten Tomatoes он имеет рейтинг 36 %), публика приняла кинокартину более благосклонно: средняя оценка — 3 из 5.